# إمداد الفتاوى (كتاب)
إمداد الفتاوى أو الفتاوى الأشرفية (الأردية: امداد الفتاوى) هي مجموعة فتاوى في الفقه الحنفي جمعها أشرف علي التهانوي، وهو عالم من الهند تناول قضايا وتحديات جديدة. وقد قام بتنقيح وترتيب الكتاب خليفته وتلميذه محمد الشافعي، وهو يحتوي على موضوعات تتراوح بين الطهارة والصلاة إلى قضايا تتعلق بتفسير القرآن والحديث والتصوف وعلم الكلام. ويتناول الكتاب المكون من ستة مجلدات مواضيع مختلفة مثل الزواج والطلاق والميراث والأنشطة المحرمة والمباحة وغيرها.

## الخلفية
في البداية كان الكتاب يتكون من أربعة مجلدات، ولكن فيما بعد تمت إضافة المزيد من المجلدات من خلال ترتيب ونشر أجزاء الكتاب.

## المحتوى
الجزء الأول من الكتاب يشمل "كتاب الطهارة"، "كتاب الصلاة"، "كتاب التلاوة والقراءة"، و"كتاب صلاة الجنازة". الجزء الثاني يتناول "كتاب الزكاة والصدقات"، "كتاب الصيام والعزلة"، "كتاب الإحرام وطقوس الحج"، "كتاب النكاح"، "كتاب المحرمات"، "كتاب الأصدقاء والأوصياء"، "كتاب الطلاق"، "كتاب الحدود والتعزيرات"، "كتاب الإيمان"، "كتاب الأوقاف"، "كتاب النذور"، "كتاب القوانين"، و"المساجد". الجزء الثالث يغطي "كتاب البيوع"، "كتاب الربا"، "كتاب الولاية"، "كتاب الله"، "كتاب العار"، "كتاب الإيجار"، "كتاب الدعاوى"، "كتاب الأحكام"، "كتاب الوساطة"، "كتاب الرحمة"، "كتاب التحكيم"، "كتاب الشراكة والتقسيم"، "كتاب الزراعة"، "كتاب الجرائم"، "كتاب الوصايا"، "كتاب الميراث"، "كتاب الصلح"، و"كتاب الأضرار". الجزء الرابع يشمل "كتاب المحرمات والمباحات"، الذي يوضح ما هو جائز وغير جائز، وما هو مكروه ومرغوب فيه، بالإضافة إلى تعليم وتعلم الطهارة والتطهير، الطعام والشراب الحلال والحرام، قواعد الهدايا والدعوات، الملابس، الذهب، الفضة، النحاس، والحديد، وكذلك مواضيع تتعلق بالزواج والزنا. الجزء الخامس يتناول تفسير القرآن، الحديث، السلوك (التصوف)، الرؤى، البدع، المعتقدات، وعلم الكلام. وأخيرًا، الجزء السادس يشمل مسائل متنوعة مثل النحو والشبهات، المناظرات مع الفرق الضالة، الفلسفة الجديدة، الكرامات، المواضيع الفرعية، وغير ذلك.

## طالع أيضًا
- الفقه الديوبندي

## روابط خارجية
- إمداد الفتاوى في أرشيف الإنترنت